# 維科布·卡庫伊科斯
維科布·卡庫伊科斯（Vucub Caquix），為瑪雅文明中，於世界剛創造之時，反抗眾神意欲統治世界的男神。名字的意思為「七鸚鵡」。外型如依隻巨大的怪鳥。弱點為牙齒。

## 傳說
它是比人類更早出現的存在。自稱為太陽、光芒、月亮，認為自己是世上最高的存在。因為它的傲慢，英雄神胡那普（Hunapu）、喀巴倫格（Xbalanque）前去討伐，失敗，胡那普的左腕也為其所斷。